# 假睫毛

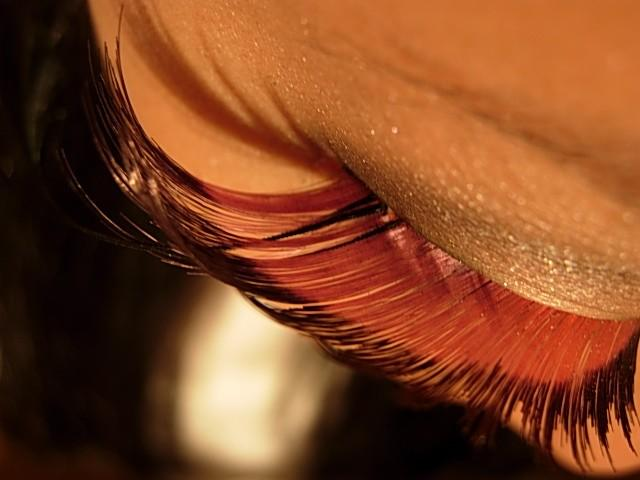
一雙貼上了紅色假睫毛的眼睛

假睫毛或人造睫毛是一種用來美化眼部的人工睫毛，一般透過把眼睫毛加長、加厚，讓眼睛看起來更大、更亮、更豐滿、更有神。假睫毛由來已久，早在公元前2000年的古埃及和古羅馬文獻就可以找到假睫毛的記載。製作假睫毛的材料，有塑膠、棉、羽毛等材質，而隨着使用不同材質製作的假睫毛，所展現出來的效果（例如：誇張的舞台效果）也不同。人造睫毛尤其盛行於1960年代的美國，其後熱潮大幅減退，到2000年代末期又再在世界各地復興。

## 材質
用於把假睫毛貼上眼睛的黏合劑是屬於手術級的，以防萬一膠水不慎入眼時，會對眼睛造成傷害。一般人的睫毛密度約為30到80條，所以假睫毛的密度亦大約如此。
假睫毛材質：分為硬梗、中軟梗和軟綿梗，依材質的不同，有不同的優缺點
- 硬梗：硬梗通常為機器大量生產時所製造，一般在配帶時會有異物感，但此款的好處是弧度優美，不需要在特別調整，並且在填貼時也不會發生眼尾和眼頭翹起或移位的問題發生。
- 中軟梗：共名思義他的軟硬程度是介於硬梗及軟梗之間，再使用時沒有什麼大問題，小缺陷就是使用的假睫毛膠要比其他來的多一些。
- 軟綿梗：為手工製作，非常柔軟，在使用時幾乎沒有感覺，且使用出來的效果非常自然，舒服度佳，但是在彎曲假睫毛的弧度時，可能不太好掌控。

另外，假睫毛的長度、顏色及厚度均可選擇，還有一些防水的，即使在下大雨的場合，也不怕會被雨水溶化黏合劑而令假睫毛掉下。

## 工具
黏貼假睫毛工具:假睫毛專用白膠、黑膠，小鑷子，假睫毛輔助器，假睫毛卸除液（怕黏貼失敗可以備用），假睫毛收置盒

## 替代品
除了採用假睫毛以外，為培養現有的睫毛變得更長更好看，市面上現時有各種各樣的睫眉滋養液，可以令眼睫毛及眉毛長得更長。這些滋養液有的在使用的第三天就已經開始見效，亦有要連續使用兩個星期才開始生效。這些滋養液在使用方面比使用假睫毛較安全，但未能像假睫毛一樣提供即時的效果。

## 參看
- 睫毛液 - 睫毛膏
- 駁髮